# Traitement thermomécanique
Pour les articles homonymes, voir Traitement thermique (homonymie).
En science des matériaux, le traitement thermomécanique désigne un traitement d'un matériau combinant des effets thermiques et des effets mécaniques.
Cela fait référence :
- aux déformations plastiques, à l'écrouissage :
  - laminage,
  - étirage, tréfilage,
  - forgeage, estampage ;
- aux cycles de réchauffement et refroidissement, et plus largement aux traitements thermiques :
  - refroidissement en moule,
  - trempe et revenu d'une pièce métallique,
  - verre trempé par traitement thermique,
  - recuit.

Cela détermine en grande partie les propriétés mécaniques du produit fini, mais aussi sa résistance à la corrosion.